# Törpecincér
A törpecincér (Gracilia minuta) a cincérfélék családjába tartozó, Eurázsiában és Észak-Amerikában honos, lombos fákon, bokrokon élő bogárfaj. 

## Megjelenése
A törpecincér a legkisebb európai cincérek közé tartozik, testhossza 2,5-7 mm. Az előtor alakja változatos: sokkal hosszabb, mint amilyen széles; néha nagyon karcsú, oldalai majdnem párhuzamosak, máskor viszont rövidebb és oldalai erősebben íveltek; közepe lapos. Szárnyfedőinek oldalvonalai kissé széttartóak. Színe fénytelen barna, csápjai, lábai világosabb sárgásbarnák. Felületét finom szürke szőrök fedik, amely a szárnyfedőkön a pajzsocska mögött a szegély felé irányulnak. Az előtor finoman és sűrűn, a szárnyfedői durvábban, de ritkásan pontozottak. A pontok köze az előtoron fényes, a szárnyfedőkön finoman recézett, a szárnyfedők pontozása a csúcs felé elenyésző. 

## Elterjedése és életmódja
Eurázsiában (az Ibériai-félszigettől Japánig) és Észak-Amerikában honos. Magyarországon elterjedt, helyenként nem ritka faj. Valószínűleg a mediterrán térségből származik, onnan terjedt el egész Európában, majd behurcolták Észak-Amerikába is. 
Lárvája különféle lombos fák és bokrok (fűz, nyír, tölgy, gesztenye, bükk, gyertyán, mogyoró, galagonya, kecskerágó, kökény, rózsa, szeder, berkenye, varjútövis stb.; ritkán fenyőben is) vékony, száraz ágaiban fejlődik; néha a vesszőkből font kosarakból, más tárgyakból tömegesen bújuk elő. Fejlődése legalább 2 évig tart. Az imágó júniustól szeptemberig rajzik, többnyire a tápnövényeken tartózkodik. 

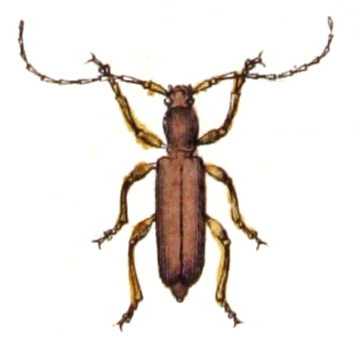

Magyarországon nem védett.